# Dampskibsselskabet Vesterhavet
Dampskibsselskabet Vesterhavet A/S blev grundlagt af Ditlev Lauritzen i 1895 i Esbjerg. I forbindelse med 50-års dagen for starten, blev JL-Fondet oprettet i 1945 af brødrene Ivar Lauritzen og Knud Lauritzen samt søsteren Anna Lønberg-Holm. JL-Fondet fik overdraget aktierne i Dampskibsselskabet Vesterhavet og andre af familiens selskaber. 